# Persone di nome Petar
| Questa pagina contiene informazioni ricavate automaticamente dalle voci biografiche con l'ausilio del template Bio e di un bot. L'aggiornamento è periodico e automatico e ricostruisce completamente la pagina. Se manca una persona in questa lista, sei pregato di non aggiungerla, ma accertati piuttosto che la sua voce biografica contenga il template Bio e che i dati anagrafici siano correttamente compilati. Se il template Bio manca, inseriscilo tu stesso o, in alternativa, metti l'avviso {{tmp\|Bio}} che ne segnala la mancanza. Se i dati riportati sono sbagliati, correggi direttamente la voce biografica; le modifiche saranno visibili in questa lista entro pochi giorni. Per chiarimenti vedi il progetto antroponimi. La lista contiene solo le 98 persone che sono citate nell'enciclopedia e per le quali è stato implementato correttamente il template Bio. Pagina aggiornata al 16 ott 2024. |

Questa è una lista di persone presenti nell'enciclopedia che hanno il prenome Petar, suddivise per attività principale.

## Allenatori di calcio(1)
- Petar Šulinčevski, allenatore di calcio e ex calciatore jugoslavo (n. 1938)

## Allenatori di pallacanestro(1)
- Petar Mijović, allenatore di pallacanestro montenegrino (Antivari, n. 1982)

## Arcivescovi cattolici(1)
- Petar Rajič, arcivescovo cattolico bosniaco (Toronto, n. 1959)

## Astronomi(2)
- Petar Đurković, astronomo serbo (Donja Trnova, n. 1908 - Belgrado, † 1981)
- Petar Radovan, astronomo croato

## Attori(1)
- Petar Božović, attore serbo (Zemun, n. 1946)

## Calciatori(47)
- Petar Bočkaj, calciatore croato (Zagabria, n. 1996)
- Petar Bojić, calciatore serbo (Užice, n. 1991)
- Petar Bonačić, calciatore jugoslavo (Spalato, n. 1948 - Londra, † 2017)
- Petar Borota, calciatore jugoslavo (Belgrado, n. 1952 - Genova, † 2010)
- Petar Bosančić, calciatore croato (Spalato, n. 1996)
- Petar Bošnjak, ex calciatore croato (Bjelovar, n. 1974)
- Petar Brlek, calciatore croato (Varaždin, n. 1994)
- Petar Đenić, ex calciatore serbo (Niš, n. 1977)
- Petar Đuričković, calciatore serbo (Pristina, n. 1991)
- Petar Filipović, calciatore tedesco (Amburgo, n. 1990)
- Petar Franjic, calciatore australiano (Carlton, n. 1992)
- Petar Franjić, calciatore croato (Zagabria, n. 1991)
- Petar Gigić, calciatore serbo (Belgrado, n. 1997)
- Petar Golubović, calciatore serbo (Belgrado, n. 1994)
- Petar Grbić, calciatore montenegrino (Titograd, n. 1988)
- Petar Jelić, ex calciatore bosniaco (Modriča, n. 1986)
- Petar Jovanović, calciatore bosniaco (Tuzla, n. 1982)
- Petar Krivokuća, ex calciatore jugoslavo (Ivanjica, n. 1947)
- Petar Krpan, ex calciatore croato (Osijek, n. 1974)
- Petar Mamić, calciatore croato (Zagabria, n. 1996)
- Petar Manola, calciatore e allenatore di calcio jugoslavo (Jajce, n. 1918 - Roma, † 2004)
- Petar Miloševski, calciatore macedone (Bitola, n. 1973 - Kumanovo, † 2014)
- Petar Mišić, calciatore croato (Bruchsal, n. 1994)
- Petar Mićin, calciatore serbo (Novi Sad, n. 1998)
- Petar Musa, calciatore croato (Zagabria, n. 1998)
- Petar Nadoveza, calciatore e allenatore di calcio jugoslavo (Sebenico, n. 1942 - † 2023)
- Petar Nikezić, calciatore jugoslavo (Zmajevo, n. 1950 - Novi Sad, † 2014)
- Petar Novák, ex calciatore cecoslovacco (Varnsdorf, n. 1962)
- Petar Orlandić, calciatore montenegrino (Podgorica, n. 1990)
- Petar Petkovski, calciatore macedone (Skopje, n. 1997)
- Petar Planić, calciatore serbo (Kraljevo, n. 1989)
- Petar Puaca, ex calciatore serbo (Belgrado, n. 1972)
- Petar Pusic, calciatore svizzero (Sciaffusa, n. 1999)
- Petar Radaković, calciatore jugoslavo (Fiume, n. 1937 - Fiume, † 1966)
- Petar Radenković, ex calciatore jugoslavo (Belgrado, n. 1934)
- Petar Ratkov, calciatore serbo (Belgrado, n. 2003)
- Petar Rnkovic, calciatore norvegese (Drammen, n. 1978)
- Petar Rubić, calciatore croato (Vinkovci, n. 1998)
- Petar Škuletić, ex calciatore serbo (Nikšić, n. 1990)
- Petar Slišković, calciatore croato (Sarajevo, n. 1991)
- Petar Stanić, calciatore serbo (Pančevo, n. 2001)
- Petar Stojanović, calciatore sloveno (Lubiana, n. 1995)
- Petar Sučić, calciatore bosniaco (Livno, n. 2003)
- Petar Vukčević, calciatore montenegrino (Podgorica, n. 1987)
- Petar Ćirković, calciatore serbo (Kuršumlija, n. 1999)
- Petar Šimić, ex calciatore croato (Spalato, n. 1986)
- Petar Šuto, ex calciatore croato (Imoschi, n. 1980)

## Canottieri(1)
- Petar Šegvić, canottiere jugoslavo (Spalato, n. 1930 - Spalato, † 1990)

## Cestisti(16)
- Petar Aleksić, ex cestista e allenatore di pallacanestro bosniaco (Trebigne, n. 1968)
- Petar Aranitović, cestista serbo (Belgrado, n. 1994)
- Petar Arsić, ex cestista serbo (Belgrado, n. 1973)
- Petar Babić, cestista croato (Zagabria, n. 1985)
- Petar Božić, ex cestista e allenatore di pallacanestro serbo (Belgrado, n. 1978)
- Petar Lambić, cestista serbo (Zrenjanin, n. 1992)
- Press Maravich, cestista e allenatore di pallacanestro statunitense (Aliquippa, n. 1920 - Covington, † 1987)
- Petar Marić, cestista croato (Zara, n. 1987)
- Petar Naumoski, ex cestista e politico macedone (Prilep, n. 1968)
- Petar Popović, ex cestista serbo (Belgrado, n. 1979)
- Petar Popović, cestista montenegrino (Cettigne, n. 1996)
- Petar Popović, ex cestista e allenatore di pallacanestro serbo (Kraljevo, n. 1959)
- Petar Rakićević, cestista serbo (Prokuplje, n. 1995)
- Petar Skansi, cestista e allenatore di pallacanestro jugoslavo (Sumartin, n. 1943 - Lubiana, † 2022)
- Petar Vorkapić, cestista serbo (Belgrado, n. 1995)
- Petar Vujačić, cestista sloveno (Maribor, n. 2000)

## Fumettisti(1)
- Petar Meseldžija, fumettista, pittore e illustratore serbo (Novi Sad, n. 1965)

## Generali(2)
- Petar Bojović, generale serbo (Miševići, n. 1858 - Belgrado, † 1945)
- Petar Drapšin, generale e partigiano jugoslavo (Srbobran, n. 1914 - Belgrado, † 1945)

## Militari(1)
- Petar Herceg, militare e marinaio statunitense (Ljubuški, n. 1893 - Pearl Harbor, † 1941)

## Pallamanisti(1)
- Petar Metličić, ex pallamanista e allenatore di pallamano croato (Spalato, n. 1976)

## Pallanuotisti(2)
- Petar Muslim, ex pallanuotista croato (Spalato, n. 1988)
- Petar Trbojević, pallanuotista serbo (Niš, n. 1973)

## Pallavolisti(4)
- Petar Krsmanović, pallavolista serbo (Čačak, n. 1990)
- Petar Premović, pallavolista serbo (Raška, n. 1994)
- Petar Višić, pallavolista croato (Spalato, n. 1998)
- Petar Đirlić, pallavolista croato (Spalato, n. 1997)

## Partigiani(1)
- Peko Dapčević, partigiano e generale jugoslavo (Cetinje, n. 1913 - Belgrado, † 1999)

## Pittori(1)
- Petar Lubarda, pittore jugoslavo (Cettigne, n. 1907 - Belgrado, † 1974)

## Poeti(1)
- Petar Preradović, poeta croato (Grabrovnica, n. 1818 - Fahrafeld, † 1872)

## Politici(4)
- Petar Nikolajević Moler, politico serbo (n. 1775 - † 1816)
- Petar Stambolić, politico jugoslavo (Ivanjica, n. 1912 - Belgrado, † 2007)
- Petar Velimirović, politico serbo (Sikole, n. 1848 - Belgrado, † 1911)
- Petar Živković, politico e generale jugoslavo (Negotin, n. 1879 - Parigi, † 1947)

## Principi(1)
- Petar Gojniković, principe serbo (Stari Ras)

## Scacchisti(1)
- Petar Trifunović, scacchista jugoslavo (Ragusa di Dalmazia, n. 1910 - Belgrado, † 1980)

## Scrittori(2)
- Petar Kočić, scrittore serbo (Stričići, n. 1877 - Belgrado, † 1916)
- Petar Lazić, scrittore e giornalista serbo (Kosjerić, n. 1960 - Belgrado, † 2017)

## Sovrani(3)
- Petar Krešimir IV di Croazia, sovrano croato († 1074)
- Pietro II di Jugoslavia, re jugoslavo (Belgrado, n. 1923 - Denver, † 1970)
- Petar Svačić, re croato (Kamičak - † 1097)

## Storici(1)
- Petar Bogdan, storico bulgaro (Čiprovci, n. 1601 - Čiprovci, † 1674)

## Vescovi cattolici(1)
- Petar Palić, vescovo cattolico kosovaro (Pristina, n. 1972)

## Senza attività specificata(1)
- Petar II Petrović-Njegoš,  serbo (Njeguši, n. 1813 - Cettigne, † 1851)